# Francisco Bascuñán Guerrero
Francisco Bascuñán Guerrero (La Serena, Chile, 1824-Santiago, Chile, 27 de enero de 1873) fue un gobernador, intendente, y jefe de aduana chileno que desempeñó diversos cargos públicos durante los gobiernos de los presidentes Bulnes, Montt y Pérez, como gobernador de Ovalle, intendente de la provincia de Arauco, intendente de Aconcagua, jefe de la Aduana de Valparaíso e intendente de Santiago.

## Familia y estudios
Fue hijo de Francisco Bascuñán y Ovalle (1770-1835) y de María Guerrero y Varas. Se casó con Manuela Varas Guzmán, con quien tuvo tres hijos: Francisco, Celia y Ramón Bascuñán Varas.
Estudió en el Liceo de La Serena, su ciudad natal.

## Cargos públicos
Desde muy joven se inició en el servicio público. Durante el gobierno del presidente Manuel Bulnes Prieto, fue nombrado gobernador de Ovalle en 1847. Durante la Revolución de 1851, integró la división enviada por el gobierno para terminar con el levantamiento, con el grado de ayudante mayor.
Luego, durante el gobierno del presidente Manuel Montt Torres, al crearse por ley la provincia de Arauco el 2 de julio de 1852, con capital en Los Ángeles, fue designado su primer intendente, cargo en el que puso su esmero para garantizar la propiedad de los indígenas, mejorar la instrucción popular, organizar los servicios locales y promover la colonización de la provincia.
En 1853 fundó Quilleco («agua de lágrimas» en mapudungun). Posteriormente, fue nombrado intendente de Aconcagua en 1857, cargo que desempeñó hasta 1858, cuando se le encomendó la jefatura de la Aduana de Valparaíso.
En 1859 fue designado intendente de la provincia de Santiago. Como tal, se encargó del ornato y embellecimiento de la capital chilena, donde sus primeras obras de adelanto fueron emuladas por las posteriores administraciones de los intendentes Echaurren y Vicuña Mackenna y posteriormente reconocidas por la Municipalidad de Santiago que bautizó una de las calles de la ciudad con su nombre.

### El incendio del templo de la Compañía de Jesús
Como intendente de Santiago, tuvo que enfrentar los estragos y consecuencias del incendio de la Iglesia de la Compañía, ocurrido el martes 8 de diciembre de 1863, mientras se ponía término al mes de María. Este trágico hecho tuvo como resultado más de 2000 víctimas, principalmente niños y mujeres, entre ellas, su hermana, Mercedes Bascuñán Guerrero, de 28 años.
Días después del incendio, se inició una dura polémica entre el presbítero Joaquín Larraín Gandarillas y el intendente de Santiago por medio de la publicación de las cartas de uno y otro en la prensa capitalina los días 16, 21 y 22 de diciembre de 1863. El motivo de la controversia fue el hallazgo de las cartas que las devotas dirigían al cielo en el llamado «Buzón de la Virgen» dentro de la iglesia incendiada. Larraín Gandarillas pidió al intendente la publicación de todas ellas para desvanecer el rumor de que la iglesia era «un foco de inmoralidad y corrupción»; sin embargo, Bascuñán Guerrero contestó al presbítero negando tal rumor aunque lamentó «que la superstición hubiera creado y fomentado prácticas imprudentes». Las cartas nunca fueron publicadas.
Por otra parte, el incendio del templo de la Compañía de Jesús trajo como consecuencia la formación del primer cuerpo de bomberos voluntarios de Santiago, el tercero de Chile después de los ya creados en Valparaíso (1851) y en Ancud (1856) por iniciativa de José Luis Claro y Cruz el 20 de diciembre. Francisco Bascuñán Guerrero solicitó su incorporación como bombero voluntario en las filas de la Tercera Compañía, fue designado comandante del Cuerpo de Bomberos de Santiago para 1866 y alcanzó el cargo de vicesuperintendente del Cuerpo en 1867.

## Últimos años
Bascuñán Guerrero fue diputado por La Laja durante el periodo 1858-1861, y reelecto para el periodo 1861-1864. En ambos periodos integró la Comisión Permanente de Guerra y Marina. Además, fue diputado propietario por Lontué entre 1864 y 1867.
Dejó la intendencia de la capital en 1864, cuando fue jubilado por el Congreso Nacional. Posteriormente, desempeñó durante un tiempo la superintendencia de la Casa de Moneda y después asumió la gerencia de la Compañía de Gas de Santiago. Murió en Santiago el 27 de enero de 1873.